# Everton Football Club 2017-2018
Questa voce raccoglie le informazioni riguardanti l'Everton Football Club nelle competizioni ufficiali della stagione 2017-2018.

## Stagione
La stagione 2017-2018 dell'Everton rappresenta la 64ª stagione consecutiva nella massima categoria inglese, su un totale di 115 campionati disputati nella prima divisione nazionale. La squadra di Liverpool si rende partecipe di una stagione ampiamente sottotono, rispetto ai precedenti anni, non riuscendo nemmeno mai ad imporsi in trasferta se non nella gara di ritorno del primo turno preliminare di Europa League.
In campionato, le difficoltà vengono subito a galla con gli scontri iniziali con le big di Premier League (Manchester City e United, Chelsea e Arsenal), ed il neo-acquisto Wayne Rooney, proveniente proprio dai Red Devils si rivela il trascinatore del team.
In EFL Cup, la squadra viene presto eliminata dal Chelsea di Antonio Conte.
Anche in Europa League il club inglese si ritrova contro un allenatore italiano, Gian Piero Gasperini, tecnico dell'Atalanta, club italiano che, assieme ai francesi del Lione ed ai ciprioti dell'Apollon Limassol. Contro diversi pronostici, è proprio il club bergamasco a rivelarsi la sorpresa di uno che, inizialmente, pareva essere uno dei gironi di ferro della competizione, il tutto a scapito proprio dell'Everton, che subirà dagli italiani una duplice sconfitta (prima 3-0 a Bergamo, poi 1-5 a Liverpool), risultati che, sommati al deludente pareggio in casa contro lo sfavorito Apollon ed alla doppia sconfitta contro il Lione (2-1 in Inghilterra, 3-0 in Francia), determineranno l'eliminazione del club inglese con una giornata d'anticipo dalla competizione europea.

## Maglie e sponsor
Lo sponsor tecnico dell'Everton per la stagione 2017-2018 è l'azienda inglese, Umbro. Lo sponsor che comparirà sulle maglie è SportPesa. Per la nuova stagione, con l'introduzione dello Sleeve Sponsor, ovvero sponsor di manica, che è stato applicato sulla manica sinistra, la società ha siglato un accordo di sponsorizzazione con l'azienda finlandese Rovio Mobile, per il brand Angry Birds, videogioco rompicapo.
|  | Casa | Trasferta | Terza maglia |

## Rosa
Rosa, numerazione e ruoli, tratti dal sito ufficiale, sono aggiornati al 31 gennaio 2018.
| N. |                         | Ruolo | Calciatore               |
| -- | ----------------------- | ----- | ------------------------ |
| 1  | Inghilterra (bandiera)  | P     | Jordan Pickford          |
| 2  | Francia (bandiera)      | C     | Morgan Schneiderlin      |
| 3  | Inghilterra (bandiera)  | D     | Leighton Baines          |
| 4  | Inghilterra (bandiera)  | D     | Michael Keane            |
| 5  | Galles (bandiera)       | D     | Ashley Williams          |
| 6  | Inghilterra (bandiera)  | D     | Phil Jagielka (capitano) |
| 7  | RD del Congo (bandiera) | C     | Yannick Bolasie          |
| 8  | Inghilterra (bandiera)  | C     | Ross Barkley             |
| 9  | Spagna (bandiera)       | A     | Sandro Ramírez           |
| 10 | Inghilterra (bandiera)  | A     | Wayne Rooney             |
| 11 | Belgio (bandiera)       | C     | Kevin Mirallas           |
| 11 | Inghilterra (bandiera)  | A     | Theo Walcott             |
| 12 | Inghilterra (bandiera)  | C     | Aaron Lennon             |
| 13 | Francia (bandiera)      | D     | Eliaquim Mangala         |
| 14 | Turchia (bandiera)      | A     | Cenk Tosun               |
| 15 | Curaçao (bandiera)      | D     | Cuco Martina             |
| 16 | Irlanda (bandiera)      | C     | James McCarthy           |
| 17 | Senegal (bandiera)      | C     | Idrissa Gueye            |

| N. |                                 | Ruolo | Calciatore            |
| -- | ------------------------------- | ----- | --------------------- |
| 18 | Islanda (bandiera)              | C     | Gylfi Sigurðsson      |
| 19 | Senegal (bandiera)              | A     | Baye Oumar Niasse     |
| 20 | Paesi Bassi (bandiera)          | C     | Davy Klaassen         |
| 21 | Bosnia ed Erzegovina (bandiera) | C     | Muhamed Bešić         |
| 22 | Paesi Bassi (bandiera)          | P     | Maarten Stekelenburg  |
| 23 | Irlanda (bandiera)              | D     | Séamus Coleman        |
| 25 | Argentina (bandiera)            | D     | Ramiro Funes Mori     |
| 26 | Inghilterra (bandiera)          | C     | Thomas Davies         |
| 27 | Croazia (bandiera)              | C     | Nikola Vlašić         |
| 28 | Inghilterra (bandiera)          | C     | Kieran Dowell         |
| 29 | Inghilterra (bandiera)          | A     | Dominic Calvert-Lewin |
| 30 | Inghilterra (bandiera)          | D     | Mason Holgate         |
| 31 | Inghilterra (bandiera)          | A     | Ademola Lookman       |
| 33 | Spagna (bandiera)               | P     | Joel Robles           |
| 36 | Inghilterra (bandiera)          | D     | Luke Garbutt          |
| 43 | Inghilterra (bandiera)          | D     | Jonjoe Kenny          |
| 54 | RD del Congo (bandiera)         | C     | Beni Baningime        |
|    | Svizzera (bandiera)             | A     | Shani Tarashaj        |

## Calciomercato

### Sessione estiva (dal 10/6 al 31/8)
| Acquisti | Acquisti         | Acquisti       | Acquisti                    |
| R.       | Nome             | da             | Modalità                    |
| -------- | ---------------- | -------------- | --------------------------- |
| C        | Davy Klaassen    | Ajax           | definitivo (27 milioni €)   |
| C        | Henry Onyekuru   | Eupen          | definitivo (8 milioni €)    |
| P        | Jordan Pickford  | Sunderland     | definitivo (28,5 milioni €) |
| D        | Michael Keane    | Burnley        | definitivo (28,5 milioni €) |
| A        | Sandro Ramírez   | Malaga         | definitivo (6 milioni €)    |
| A        | Wayne Rooney     | Manchester Utd | definitivo (gratuito)       |
| C        | Gylfi Sigurðsson | Swansea City   | definitivo (49,4 milioni €) |
| C        | Nikola Vlašić    | Hajduk Spalato | definitivo (11,5 milioni €) |

| Cessioni | Cessioni          | Cessioni       | Cessioni                    |
| R.       | Nome              | a              | Modalità                    |
| -------- | ----------------- | -------------- | --------------------------- |
| D        | Antonee Robinson  | Bolton         | prestito                    |
| A        | Gerard Deulofeu   | Barcellona     | definitivo (12 milioni €)   |
| C        | Henry Onyekuru    | Anderlecht     | prestito                    |
| A        | Romelu Lukaku     | Manchester Utd | definitivo (84,7 milioni €) |
| C        | Tom Cleverley     | Watford        | definitivo (9,3 milioni €)  |
| C        | Gareth Barry      | West Bromwich  | definitivo (1 milione €)    |
| A        | Leandro Rodríguez | Danubio        | definitivo (gratuito)       |

### Sessione invernale(dal 1/1 al 31/1)
| Acquisti | Acquisti         | Acquisti        | Acquisti                |
| R.       | Nome             | a               | Modalità                |
| -------- | ---------------- | --------------- | ----------------------- |
| A        | Theo Walcott     | Arsenal         | definitivo (22,5 mln €) |
| D        | Eliaquim Mangala | Manchester City | prestito                |
| A        | Cenk Tosun       | Beşiktaş        | definitivo (30 mln €)   |

| Cessioni | Cessioni        | Cessioni          | Cessioni                 |
| R.       | Nome            | a                 | Modalità                 |
| -------- | --------------- | ----------------- | ------------------------ |
| C        | Ross Barkley    | Chelsea           | definitivo (16,90 mln €) |
| C        | Kevin Mirallas  | Olympiacos        | prestito                 |
| C        | Aaron Lennon    | Burnley           | definitivo (1,7 mln €)   |
| C        | Muhamed Bešić   | Middlesbrough     | prestito                 |
| C        | Kieran Dowell   | Nottingham Forest | prestito                 |
| A        | Sandro Ramírez  | Siviglia          | prestito                 |
| A        | Ademola Lookman | RB Lipsia         | prestito                 |

## Risultati

### Premier League
| Arbitro: | Swarbrick (Lancashire) |

|              |           |  |
| Rooney 45+1’ | Marcatori |  |

| Arbitro: | Madley (West Yorkshire) |

|              |           |            |
| Sterling 82’ | Marcatori | 35’ Rooney |

| Arbitro: | Moss (West Yorkshire) |

|                         |           |  |
| Fabregas 27’ Morata 40’ | Marcatori |  |

| Arbitro: | Scott (Oxfordshire) |

|  |           |                          |
|  | Marcatori | 28’ 46’ Kane 42’ Eriksen |

| Arbitro: | Marriner (West Midlands) |

|                                                            |           |  |
| Valencia 4’ Mxit'aryan 83’ Lukaku 89’ Martial 90+2’ (rig.) | Marcatori |  |

| Arbitro: | Atkinson (West Yorkshire) |

|                |           |          |
| Niasse 77’ 82’ | Marcatori | 49’ King |

| Arbitro: | Moss (West Yorkshire) |

|  |           |              |
|  | Marcatori | 21’ Hendrick |

| Arbitro: | Oliver (Northumberland) |

|               |           |                   |
| Knockaert 82’ | Marcatori | 90’ (rig.) Rooney |

| Arbitro: | Pawson (South Yorkshire) |

|                         |           |                                                             |
| Rooney 12’ Niasse 90+3’ | Marcatori | 40’ Monreal 53’ Özil 74’ Lacazette 90’ Ramsey 90+5’ Sanchez |

| Arbitro: | Marriner (West Midlands) |

|                    |           |  |
| Vardy 18’ Gray 29’ | Marcatori |  |

| Arbitro: | Scott (Oxfordshire) |

|                                                  |           |                              |
| Niasse 67’ Calvert-Lewin 74’ Baines 90+1’ (rig.) | Marcatori | 46’ Richarlison 64’ Kabasele |

| Arbitro: | Taylor (Cheshire) |

|                      |           |                               |
| McArthur 1’ Zaha 35’ | Marcatori | 6’ (rig.) Baines 45+1’ Niasse |

| Arbitro: | Friend (Leicestershire) |

|                                    |           |                |
| Tadić 18’ Austin 52’ 58’ Davis 87’ | Marcatori | 45’ Sigurðsson |

| Arbitro: | Oliver (Northumberland) |

|                                 |           |  |
| Rooney 18’ 28’ 66’ Williams 78’ | Marcatori |  |

| Arbitro: | Kavanagh (Manchester) |

|                                  |           |  |
| Sigurðsson 47’ Calvert-Lewin 73’ | Marcatori |  |

| Arbitro: | Pawson (South Yorkshire) |

|           |           |                   |
| Salah 42’ | Marcatori | 77’ (rig.) Rooney |

| Arbitro: | Atkinson (West Yorkshire) |

|  |           |            |
|  | Marcatori | 27’ Rooney |

| Arbitro: | Moss (West Yorkshire) |

|                                                    |           |         |
| Calvert-Lewin 45’ Sigurðsson 64’ Rooney 73’ (rig.) | Marcatori | 35’ Fer |

| Liverpool 23 dicembre 2017, ore 13:30 WET 19ª giornata | Everton                 | 0 – 0 referto | Chelsea | Goodison Park (39.191 spett.)\| Arbitro: \| Madley (West Yorkshire) \| |
| Arbitro:                                               | Madley (West Yorkshire) |               |         |                                                                        |

| West Bromwich 26 dicembre 2017, ore 16:00 WET 20ª giornata | West Bromwich    | 0 – 0 referto | Everton | The Hawthorns (25.364 spett.)\| Arbitro: \| East (Wiltshire) \| |
| Arbitro:                                                   | East (Wiltshire) |               |         |                                                                 |

| Arbitro: | Probert (Wiltshire) |

|                |           |           |
| Fraser 33’ 88’ | Marcatori | 57’ Gueye |

| Arbitro: | Marriner (West Midlands) |

|  |           |                         |
|  | Marcatori | 57’ Martial 81’ Lingard |

| Arbitro: | Pawson (South Yorkshire) |

|                                  |           |  |
| Son 26’ Kane 47’ 59’ Eriksen 81’ | Marcatori |  |

| Arbitro: | Attwell (Warwickshire) |

|            |           |              |
| Niasse 80’ | Marcatori | 7’ Rodriguez |

| Arbitro: | Kavanagh (Manchester) |

|                 |           |                  |
| Walcott 25’ 39’ | Marcatori | 71’ (rig.) Vardy |

| Arbitro: | Swarbrick (Lancashire) |

|                                                |           |                   |
| Ramsey 6’ 19’ 74’ Koscielny 14’ Aubameyang 37’ | Marcatori | 64’ Calvert-Lewin |

| Arbitro: | Moss (West Yorkshire) |

|                                      |           |                        |
| Sigurðsson 46’ Niasse 51’ Davies 75’ | Marcatori | 83’ (rig.) Milivojević |

| Arbitro: | Taylor (Cheshire) |

|            |           |  |
| Deeney 79’ | Marcatori |  |

| Arbitro: | Kavanagh (Manchester) |

|                     |           |           |
| Barnes 56’ Wood 80’ | Marcatori | 20’ Tosun |

| Arbitro: | East (Wiltshire) |

|                           |           |  |
| Bong 60’ (aut.) Tosun 76’ | Marcatori |  |

| Arbitro: | Taylor (Cheshire) |

|                   |           |               |
| Choupo-Moting 77’ | Marcatori | 69’ 84’ Tosun |

| Arbitro: | Tierney (Lancashire) |

|             |           |                                        |
| Bolasie 63’ | Marcatori | 4’ Sané 12’ Gabriel Jesus 37’ Sterling |

| Liverpool 07 aprile 2018, ore 13:30 WEST 33ª giornata | Everton                 | 0 – 0 referto | Liverpool | Goodison Park (39.220 spett.)\| Arbitro: \| Oliver (Northumberland) \| |
| Arbitro:                                              | Oliver (Northumberland) |               |           |                                                                        |

| Arbitro: | Mason (Lancashire) |

|          |           |                     |
| Ayew 71’ | Marcatori | 43’ (aut.) Naughton |

| Arbitro: | Madley (West Yorkshire) |

|             |           |  |
| Walcott 51’ | Marcatori |  |

| Arbitro: | Probert (Wiltshire) |

|  |           |                     |
|  | Marcatori | 39’ Tosun 77’ Gueye |

| Arbitro: | Moss (West Yorkshire) |

|            |           |             |
| Davies 90’ | Marcatori | 56’ Redmond |

| Arbitro: | Scott (Oxfordshire) |

|                                |           |            |
| Lanzini 39’ 82’ Arnautović 74’ | Marcatori | 74’ Niasse |

### Europa League

#### Primo turno preliminare
| Arbitro: | Kabakov |

|            |           |  |
| Baines 65’ | Marcatori |  |

| Arbitro: | Tykgaard |

|  |           |                   |
|  | Marcatori | 80’ Calvert-Lewin |

##### Secondo turno preliminare
| Arbitro: | Kružliak |

|                     |           |  |
| Keane 30’ Gueye 44’ | Marcatori |  |

| Arbitro: | Karasëv |

|               |           |                |
| Radošević 43’ | Marcatori | 46’ Sigurdsson |

#### Fase a gironi
| Arbitro: | Bezborodov |

|                                      |           |  |
| Masiello 27’ Gómez 41’ Cristante 44’ | Marcatori |  |

| Arbitro: | Bognár |

|                       |           |                                |
| Rooney 21’ Vlašić 66’ | Marcatori | 12’ Adrián Sardinero 88’ Yuste |

| Arbitro: | Nijhuis |

|              |           |                            |
| Williams 69’ | Marcatori | 6’ (rig.) Fekir 75’ Traoré |

| Arbitro: | Grinfield |

|                                |           |  |
| Traoré 68’ Aouar 76’ Depay 88’ | Marcatori |  |

| Arbitro: | Kehlet |

|             |           |                                                  |
| Ramírez 71’ | Marcatori | 12’ 64’ Cristante 86’ Gosens 88’ 90+4’ Cornelius |

| Arbitro: | Delferiére |

|  |           |                            |
|  | Marcatori | 21’ 28’ Lookman 87’ Vlašić |

### FA Cup
| Arbitro: | Madley (West Yorkshire) |

|                                |           |                |
| Milner 35’ (rig.) van Dijk 84’ | Marcatori | 67’ Sigurðsson |

### Football League Cup
| Arbitro: | Langford (West Midlands) |

|                                   |           |  |
| Calvert-Lewin 39’, 52’ Niasse 83’ | Marcatori |  |

| Arbitro: | Swarbrick (Lancashire) |

|                           |           |                     |
| Rüdiger 26’ Willian 90+2’ | Marcatori | 90+3’ Calvert-Lewin |

## Statistiche

### Statistiche di squadra
Statistiche aggiornate al 16 maggio 2018
| Competizione       | Punti        | In casa | In casa | In casa | In casa | In casa | In casa | In trasferta | In trasferta | In trasferta | In trasferta | In trasferta | In trasferta | Totale | Totale | Totale | Totale | Totale | Totale | DR  |
| Competizione       | Punti        | G       | V       | N       | P       | Gf      | Gs      | G            | V            | N            | P            | Gf           | Gs           | G      | V      | N      | P      | Gf     | Gs     | DR  |
| ------------------ | ------------ | ------- | ------- | ------- | ------- | ------- | ------- | ------------ | ------------ | ------------ | ------------ | ------------ | ------------ | ------ | ------ | ------ | ------ | ------ | ------ | --- |
| Premier League     | 49           | 19      | 10      | 4       | 5       | 28      | 22      | 19           | 3            | 6            | 10           | 16           | 36           | 38     | 13     | 10     | 15     | 44     | 58     | -14 |
| FA Cup             | Terzo Turno  | -       | -       | -       | -       | -       | -       | 1            | -            | -            | 1            | 1            | 2            | 1      | -      | -      | 1      | 1      | 2      | -1  |
| League Cup         | Quarto Turno | 1       | 1       | 0       | 0       | 3       | 0       | 1            | 0            | 0            | 1            | 1            | 2            | 2      | 1      | 0      | 1      | 4      | 2      | +2  |
| UEFA Europa League | 4            | 5       | 2       | 1       | 2       | 7       | 9       | 5            | 2            | 1            | 2            | 5            | 7            | 10     | 4      | 2      | 4      | 12     | 16     | -4  |
| Totale             | 53           | 25      | 13      | 4       | 7       | 38      | 31      | 26           | 5            | 7            | 14           | 23           | 47           | 51     | 18     | 12     | 20     | 62     | 78     | -17 |

### Andamento in campionato
| Giornata  | 1 | 2 | 3  | 4  | 5  | 6  | 7  | 8  | 9  | 10 | 11 | 12 | 13 | 14 | 15 | 16 | 17 | 18 | 19 | 20 | 21 | 22 | 23 | 24 | 25 | 26 | 27 | 28 | 29 | 30 | 31 | 32 | 33 | 34 | 35 | 36 | 37 | 38 |
| --------- | - | - | -- | -- | -- | -- | -- | -- | -- | -- | -- | -- | -- | -- | -- | -- | -- | -- | -- | -- | -- | -- | -- | -- | -- | -- | -- | -- | -- | -- | -- | -- | -- | -- | -- | -- | -- | -- |
| Luogo     | C | T | T  | C  | T  | C  | C  | T  | C  | T  | C  | T  | T  | C  | C  | T  | T  | C  | C  | T  | T  | C  | T  | C  | C  | T  | C  | T  | T  | C  | T  | C  | C  | T  | C  | T  | C  | T  |
| Risultato | V | N | P  | P  | P  | V  | P  | N  | P  | P  | V  | N  | P  | V  | V  | N  | V  | V  | N  | N  | P  | P  | P  | N  | V  | P  | V  | P  | P  | V  | V  | P  | N  | N  | V  | V  | N  | P  |
| Posizione | 7 | 8 | 12 | 16 | 18 | 14 | 16 | 16 | 18 | 18 | 15 | 16 | 16 | 13 | 10 | 10 | 10 | 9  | 9  | 9  | 9  | 9  | 9  | 9  | 9  | 10 | 9  | 9  | 11 | 9  | 9  | 9  | 9  | 9  | 9  | 8  | 8  | 8  |

Legenda:

Luogo: C = Casa; T = Trasferta. Risultato: V = Vittoria; N = Pareggio; P = Sconfitta.